# 24-Stunden-Rennen von Spa-Francorchamps 1976

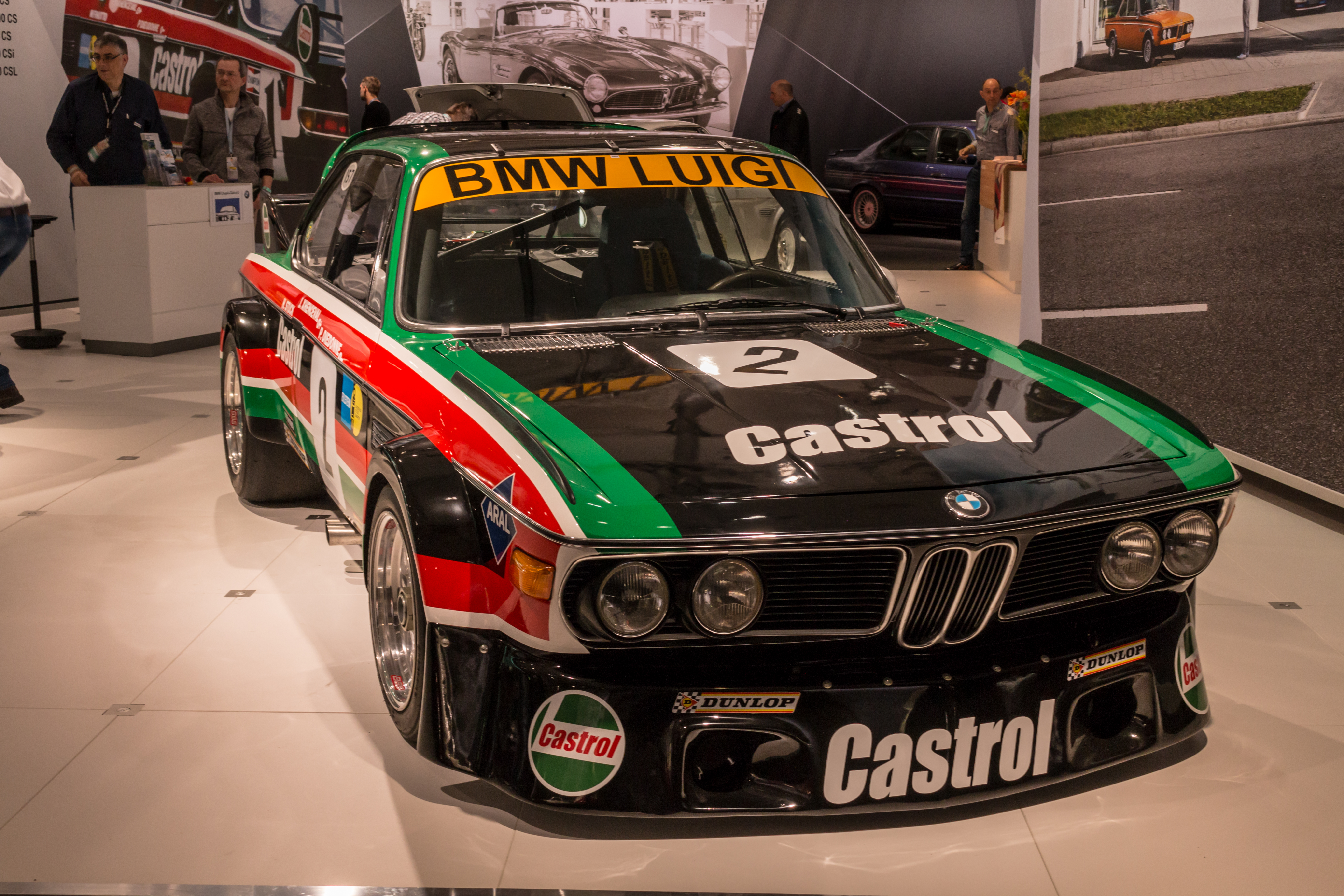
Der ausgefallene Luigi-BMW 3.0 CSL von Hughes de Fierlant und Umberto Grano

Das 28. 24-Stunden-Rennen von Spa-Francorchamps, auch 24 heures de Francorchamps, fand vom 24. bis 25. Juli 1976 auf dem Circuit de Spa-Francorchamps statt und war der sechste Wertungslauf der Tourenwagen-Europameisterschaft dieses Jahres.

## Das Rennen
Nach zwei Jahren Abwesenheit zählte das 24-Stunden-Rennen 1976 wieder zur Tourenwagen-Europameisterschaft. Traditionell fand vor der Veranstaltung in Spa das Tourenwagenrennen auf der Nordschleife des Nürburgrings statt, das 1976 eine Fahrzeit von 4 Stunden hatte und mit dem Gesamtsieg von Hughes de Fierlant, Gunnar Nilsson und Claude de Wael im Luigi-BMW 3.0 CSL endete.
Drei BMW 3.0 CSL meldete das belgische Luigi-Team für das Rennen in Spa-Francorchamps, gefahren von den Teams Jean Xhenceval/Pierre Dieudonné/Martino Finotto, Hughes de Fierlant/Umberto Grano und Claude de Wael/Alain Corbisier/Willy Braillard. Im Unterschied zu den bei Alpina gebauten Luigi-Wagen, war der trainingsschnellste BMW von Alain Peltier und Bernard Carlier ein Schnitzer-Wagen. 
Den Rennbeginn prägte der Dreikampf der beiden BMW von Carlier und de Fierlandt mit dem Chevrolet Camaro von Reine Wisell, der bald ohne Öldruck ausrollte. Im Laufe des Rennens fielen die favorisierten BMW wegen unterschiedlicher Defekte aus. Als nach 12 Stunden Fahrzeit Regen einsetzte, führte das BMW-Team von Jean-Marie Détrin, Charles van Stalle und Nico Demuth, die am Ende das Rennen mit dem Vorsprung von zwei Runden auf die Autodelta-Mannschaft von Jean-Claude Andruet und Spartaco Dini gewannen.

## Ergebnisse

### Schlussklassement
| 1                  | Div. 4     | 5  | Ecurie Jemeda Assoc. Interim      | Jean-Marie Détrin Charles van Stalle Nico Demuth                       | BMW 3.0 CSL                  | 290 |
| 2                  | Div. 2     | 32 | Autodelta S.p.A.                  | Jean-Claude Andruet Spartaco Dini                                      | Alfa Romeo Alfetta GTV       | 288 |
| 3                  | Div. 2     | 37 | Lov'auto                          | Roland Imbert Bernard Béguin                                           | Alfa Romeo 2000 GTV          | 285 |
| 4                  | Div. 2     | 34 | Autodelta S.p.A.                  | Claude Ballot-Léna Guy Fréquelin                                       | Alfa Romeo Alfetta GTV       | 281 |
| 5                  | Div. 3     | 21 | Wisharts Garages                  | Gordon Spice Peter Clark                                               | Ford Capri II 3.0            | 279 |
| 6                  | Div. 2     | 31 | Autodelta S.p.A.                  | Amerigo Bigliazzi Teodoro Zeccoli Claude Crespin                       | Alfa Romeo Alfetta GTV       | 279 |
| 7                  | Div. 2     | 36 | Lov'auto Garage Mattozza          | Richard Mattozza Jacques Berger Dany Swyssen                           | Alfa Romeo 2000 GTV          | 274 |
| 8                  | Div. 3     | 14 | Opel Gosset Team                  | Dany Wauters Jean-Michel Martin Tony Gillet                            | Opel Commodore GS/E Gr.1B    | 272 |
| 9                  | Div. 3     | 11 | Opel Gosset Team                  | Arnaud Guiot Jean-Louis Dumont Jacky Delhaes                           | Opel Commodore GS/E          | 268 |
| 10                 | Div. 2     | 42 | Ecurie Arc-en-Ciel                | Hub Nijsten Man Bergsteijn Kurt Ahrens                                 | Alfa Romeo 2000 GTV          | 261 |
| 11                 | Div. 2     | 38 | Jacques Alas                      | Jacques Alas Corse Testot Ferry                                        | Alfa Romeo 2000 GTV          |     |
| 12                 | Div. 2     | 43 | Rob Slotemaker                    | Rob Slotemaker Hans Maasland Man Bergsteijn                            | Alfa Romeo 2000 GTV          |     |
| 13                 | Div. 1     | 85 | Team Dubois                       | Michel Dinant Franz Dubois Gery van Butsele                            | Audi 80 1.3                  |     |
| 14                 | Div. 1     | 85 |                                   | Julien Vernaeve Guy Pirenne René Metge                                 | Triumph Dolomite Sprint      |     |
| 15                 | Div. 2     | 45 |                                   | Guy Somekh Gérard Cayeux Raffaele Restivo                              | Alfa Romeo 2000 GTV          |     |
| 16                 | Div. 1     | 80 |                                   | Pierre Jamin Oscar Kessler                                             | Datsun Cherry 120A           |     |
| 17                 | Div. 1     | 72 | Ecurie Arc-en-Ciel                | Philippe de Leener Ugo Meloni Jeff Legros                              | Simca Rallye 2               |     |
| 18                 | Div. 1     | 78 |                                   | Adriano Lasagni A. de Beer                                             | Renault R5 TS                |     |
| 19                 | Div. 1     | 75 | Team Belge                        | Alfred Abbenes Hans Deen Tony Merckx                                   | Subaru Leone 1300 A23        |     |
| 20                 | Div. 2 1.6 | 60 | East Belgian Racing Team          | Emmanuel Remion Edgar Gillessen Leon Clohse                            | Toyota Celica GT             |     |
| 21                 | Div. 2 1.6 | 57 | Dutch National Racing Team        | Henny Hemmes Loek Vermeulen                                            | Toyota Celica GT             |     |
| 22                 | Div. 2 1.6 | 58 | GB Autocentre                     | Georges Cremer Marcel Tarrès                                           | Toyota Celica GT             |     |
| Disqualifiziert    |            |    |                                   |                                                                        |                              |     |
| 23                 | Div. 3     | 18 | Norman Reeves Ltd.                | Brian Muir Patrick Nève Jeremy Nightingale                             | Ford Capri II 3.0 Gr. 2      |     |
| Ausgefallen        |            |    |                                   |                                                                        |                              |     |
| 24                 | Div. 2     | 49 | Garage Havaux                     | Didier Havaux Roger van Peteghem                                       | Triumph Dolomite Sprint      |     |
| 25                 | Div. 1     | 86 |                                   | Dany Baele J. R. Ullens                                                | Audi 80 1.3                  |     |
| 26                 | Div. 2 1.6 | 61 | Johann Abt Abex Ragid Racing Team | Hans-Joachim Nowak Jean-Louis Hecq Jean-Claude Toby                    | Audi 80 GT                   |     |
| 27                 | Div. 2 1.6 |    | Ecurie Anjou                      | Lucien Guitteny Jean-Claude Boucher                                    | Audi 80 GT                   |     |
| 28                 | Div. 2 1.6 | 56 | Claude Holvoet                    | Claude Holvoet Raymond van Hove                                        | Toyota Celica GT             |     |
| 29                 | Div. 1     | 52 | Pallavano Corse                   | Alphonse Boschi Nello Brunetti                                         | Alfa Romeo 1300 GT Junior    |     |
| 30                 | Div. 1     | 51 |                                   | Michel Chapel Guy Ferette                                              | Alfa Romeo 1300 GT Junior    |     |
| 31                 | Div. 1     | 73 | Ecurie Arc-en-Ciel                | Jeff Legros Eric van Peer                                              | Simca Rallye 2               |     |
| 32                 | Div. 1     | 74 | Ecurie Arc-en-Ciel                | Segalini Carlo Schramm                                                 | Simca Rallye 2               |     |
| 33                 | Div. 1     | 77 | MTE Praha                         | René Laplume M. Meyer                                                  | Zastava 1100 MTE             |     |
| 34                 | Div. 1     | 78 | MTE Praha                         | Quirin Bovy Jeannot Laurent                                            | Zastava 1100 MTE             |     |
| 35                 | Div. 1     | 55 | Simca Racing Team Tissot          | Marc Donner John Vanderheyden Jean-Marie Jacquemin                     | Sunbeam Avenger              |     |
| 36                 | Div. 3     | 12 | Opel Gosset Team                  | Philippe Martin Jean-Louis Ravenel André Praillet                      | Opel Commodore GS/E Gr.2     |     |
| 37                 | Div. 2     | 30 |                                   | Michel Delcourt Carlo Keller Jean-Marie Baert                          | BMW 2002                     |     |
| 38                 | Div. 2     | 39 | Lov’Auto                          | Jean-Claude Chamaillard Eric Mandron Jean-Pierre Maegelhaes            | Alfa Romeo 2000 GTV          |     |
| 39                 | Div. 2     | 40 |                                   | Michel Lauria Philippe Sougné H. Mayer                                 | Alfa Romeo 2000 GTV          |     |
| 40                 | Div. 2 1.6 | 62 | André Gahinet                     | André Gahinet Laveredes Rudy Host                                      | Audi 80 GT                   |     |
| 41                 | Div. 2 1.6 | 63 |                                   | Erwin van den Broeck Kurt van Maldeghem                                | BMW 1602                     |     |
| 42                 | Div. 1     | 81 | Henri Sonveau                     | Henri Sonveau Francis Polak Xavier Mathiot                             | Datsun Cherry 120A           |     |
| 43                 | Div. 4     | 6  | Juma                              | Eddy Joosen Pascal Witmeur Roger Berndtson                             | BMW 3.0 CSL                  |     |
| 44                 | Div. 3     | 27 | Dealer Team Vauxhall              | Gerry Marshall Tony Lanfranchi                                         | Vauxhall Firenza Magnum 2300 |     |
| 45                 | Div. 1     | 71 | Ecurie Arc-en-Ciel                | Francis Polak Jean Wansart A. Mathieu                                  | Simca Rallye 2               |     |
| 46                 | Div. 1     | 84 | East Belgian Racing Team          | Leon Clohse Alfons Taels Emmanuel Remion                               | Fiat 128                     |     |
| 47                 | Div. 1     | 83 | Scuderia Mille Miglia             | Tony di Stefano Charles Naveau Jean-Daniel Raulet                      | Fiat 128                     |     |
| 48                 | Div. 2     | 33 | Autodelta S.p.A.                  | Walter Dona Vincenzo Cazzago                                           | Alfa Romeo Alfetta GTV       |     |
| 49                 | Div. 4     | 3  | Luigi Racing                      | Claude de Wael Alain Corbisier Willy Braillard                         | BMW 3.0 CSL                  |     |
| 50                 | Div. 4     | 4  | Précision Liegeoise Serge Power   | Alain Peltier Bernard Carlier                                          | BMW 3.0 CSL                  |     |
| 51                 | Div. 4     | 2  | Luigi BMW                         | Hughes de Fierlant Umberto Grano                                       | BMW 3.0 CSL                  |     |
| 52                 | Div. 4     | 1  | Luigi BMW                         | Jean Xhenceval Pierre Dieudonné Martino Finotto                        | BMW 3.0 CSL                  |     |
| 53                 | Div. 4     | 7  | Team Zip-Up                       | Reine Wisell Stuart Graham Yvette Fontaine                             | Chevrolet Camaro             |     |
| 54                 | Div. 4     | 28 |                                   | André Lierneux Claude Bourgoignie Jean-Francois Vaney                  | BMW 3.0 CSi                  |     |
| 55                 | Div. 3     | 18 | KWS Autotechnik Team              | Aloyse Kridel Alain Beauchef Vic Mathieu                               | Ford Capri II 3.0            |     |
| 56                 | Div. 3     | 17 | Norman Reeves Ltd.                | Les Blackburn Mike Crabtree René Tricot                                | Ford Capri II 3.0 Gr. 2      |     |
| 57                 | Div. 3     | 23 | Smith Kendon Travel Sweets        | John Markey David Palmer Peter Ochs                                    | Mazda Savanna RX-3           |     |
| 58                 | Div. 3     | 24 | Dutch National Racing Team        | Huub Vermeulen Fred Frankenhout Jim Vermeulen                          | Mazda Savanna RX-3           |     |
| 59                 | Div. 2     | 38 | Simca Racing Team Tissot          | Remy Marquet Jean-Marie Jacquemin Maurice Gaspard                      | Sunbeam Avenger              |     |
| Nicht gestartet    |            |    |                                   |                                                                        |                              |     |
| 60                 | Div. 2     | 41 | Ecurie Arc-en-Ciel                | Duilio Ghislotti Romeo Camathias Luigi Colzani Siegfried Müller junior | Alfa Romeo 2000 GTV          | 1   |
| 61                 | Div. 3     | 25 | Dealer Team Vauxhall              | Michel de Deyne Dirk Desoet Bernard de St. Hubert                      | Vauxhall Firenza Magnum 2300 | 2   |
| Nicht qualifiziert |            |    |                                   |                                                                        |                              |     |
| 62                 | Div. 3     | 26 | Dealer Team Vauxhall              | Jean-Charles Goris Bernard de St. Hubert Pierre Rubens                 | Vauxhall Firenza Magnum 2300 | 3   |
| 63                 | Div. 2     | 48 |                                   | Ken Coffey Cyd Williams                                                | Ford Escort RS 2000          | 4   |
| 64                 | Div. 2     | 44 | TEAC Looza                        | Marc Demol Michel de Deyne                                             | Alfa Romeo Alfetta GTV       | 5   |
| 65                 | Div. 2 1.6 | 59 | Postert Toyota                    | Hans Stukenbrock                                                       | Toyota Celica GT             | 6   |

1 Unfall im Training
2 Unfall im Training
3 nicht qualifiziert
4 nicht qualifiziert
5 nicht qualifiziert
6 nicht qualifiziert

### Nur in der Meldeliste
Hier finden sich Teams, Fahrer und Fahrzeuge, die ursprünglich für das Rennen gemeldet waren, aber aus den unterschiedlichsten Gründen daran nicht teilnahmen.
| Pos. | Klasse | Nr. | Team      | Fahrer | Chassis             |
| ---- | ------ | --- | --------- | ------ | ------------------- |
| 66   | Div. 2 | 38  | Lov’Auto  |        | Alfa Romeo 2000 GTV |
| 67   | Div. 1 | 79  | MTE Praha |        | Zastava 1100 MTE    |

### Klassensieger
| Klasse     | Fahrer              | Fahrer             | Fahrer           | Fahrzeug               | Platzierung im Gesamtklassement |
| ---------- | ------------------- | ------------------ | ---------------- | ---------------------- | ------------------------------- |
| Div. 4     | Jean-Marie Détrin   | Charles van Stalle | Nico Demuth      | BMW 3.0 CSL            | Gesamtsieg                      |
| Div. 3     | Gordon Spice        | Peter Clark        |                  | Ford Capri II 3.0      | Rang 5                          |
| Div. 2     | Jean-Claude Andruet | Spartaco Dini      |                  | Alfa Romeo Alfetta GTV | Rang 2                          |
| Div. 2 1.6 | Emmanuel Remion     | Edgar Gillessen    | Leon Clohse      | Toyota Celica GT       | Rang 20                         |
| Div. 1     | Michel Dinant       | Franz Dubois       | Gery van Butsele | Audi 80 1.3            | Rang 13                         |

### Renndaten
- Gemeldet: 67
- Gestartet: 59
- Gewertet: 22
- Rennklassen: 5
- Zuschauer: 45.000
- Wetter am Renntag: warm, Regen bei Rennhalbzeit
- Streckenlänge: 14,100 km
- Fahrzeit des Siegerteams: 24:00:00.000 Stunden
- Gesamtrunden des Siegerteams: 289
- Gesamtdistanz des Siegerteams: 4087,904 km
- Siegerschnitt: 170,329 km/h
- Pole Position: Bernard Carlier – BMW 3.0 CSL (#4) – 4:09,400
- Schnellste Rennrunde: Hughes de Fierlandt – BMW 3.0 CSL (#2) – 4:11,900 = 201,794 km/h
- Rennserie: 6. Lauf der Tourenwagen-Europameisterschaft 1976